# Varneci Nascimento
Varneci Santos do Nascimento (em arte Varneci Nascimento), Banzaê, 24 de abril de 1978, é um escritor cordelista brasileiro que já publicou mais de cem obras.

## Biografia
É graduado em História pela Universidade Estadual da Paraíba e autor de cerca de 300 obras escritas em Cordel sobre as mais variadas temáticas.
Apresentou-se na Rede Sesc da capital a exemplo do Sesc Consolação, Interlagos, Santana, Santo Amaro e Campo Limpo. Pisou o chão de vários teatros recitando cordel ou falando sobre a riqueza desse gênero literário. Participou da Virada Cultural Paulista nas cidades de Presidente Prudente e Mogi das Cruzes e na Virada Cultural de São Paulo em vários anos. Pela rede Sesi se apresentou no Sesi Literatura nas cidades de Presidente Prudente, Marília e Ourinhos.
A secretaria de cultura do Estado da Bahia lançou de sua autoria o livro JORGE AMADO O AMADO DO BRASIL, pelo qual recebeu uma carta de agradecimento da escritora Zélia Gattai.
Participa da coleção Clássicos em Cordel com os livros Memórias Póstumas de Brás Cubas em cordel de Machado de Assis lançado em 2008, selecionado para feira de Bolonha em 2009 e comprado para Biblioteca Nacional e A escrava Isaura em cordel lançado em 2011.
Escreveu para abrir a semana Paulo Freire em 2001, a pedido da Secretaria de Educação da Prefeitura de São Paulo o cordel PAULO FREIRE: UM EDUCADOR DIFERENTE, revisto, ampliado e relançado em 2021 no centenário do educador.
A convite do Instituto Sou da Paz escreveu MENOS ARMAS, MAIS VIDAS. ESTATUTO DO DESARMAMENTO EM CORDEL, distribuído para diversas partes do Brasil.
A Associação Nacional Pró-Vida e Pró-Família publicou e distribuiu o cordel EU QUASE FUI ABORTADO em 2009.
A Canan (Associação Pró-Canonização de Anchieta) editou e distribuiu o cordel JOSÉ DE ANCHIETA O EVANGELIZADOR DO BRASIL.
Participou a convite do CEBI do livro: 30 ANOS LENDO A BÍBLIA E VESTINDO A CAMISA DO POVO contando um pouco das camisas do Cebi em cordel.
Participa com três textos do livro LULA NA LITERATURA DE CORDEL, organizado pelo Crispiniano Neto, publicado pelo IMEPH de Fortaleza.
Escreveu para prefeitura de Guarabira-PB o PLANO DIRETOR EM CORDEL, discutido pelos munícipes que participaram da sua construção.
Ministrou centenas de palestras e oficinas sobre a arte do cordel em universidades, associações, escolas, bibliotecas, casas de cultura etc., por boa parte deste país.
Teve o cordel O cangaço sustentado pelos coronéis estudado em uma universidade da Alemanha pela professora Ingrid Hapke.
Em 2010 foi premiado pelo Ministério da Cultura pela obra O martírio de uma mãe pelo filho drogado e como mestre da cultura pelos relevantes serviços prestados ao cordel Brasileiro.
Em 2017 recebeu um prêmio do Ministério da Cultura pelos relevantes serviços prestados ao cordel brasileiro.
Ministrou dezenas de palestras no Ônibus Biblioteca, um projeto pioneiro da prefeitura de São Paulo.
Já foi entrevistado em vários programas de rádio e televisão. É coordenador editorial da Editora Luzeiro.

## Obras publicadas
Folheto tradicional
- Bush e Saddam: cara de um focinho do outro. Guarabira – PB: edição do autor, 2003.
- A Greve da Morte. Guarabira – PB: edição do autor, 2005.
- A História de Guarabira em cordel. Guarabira – PB: edição do autor, 2005.
- A Resistência Negra. Guarabira – PB: edição do autor, 2005.
- Branco cuidado: Deus pode ser Negro. Guarabira – PB: edição do autor, 2005.
- A Morte e a Justiça. São Paulo – SP Editora Luzeiro, 2007.
- Cangaço um Movimento Social. São Paulo – SP: Editora Luzeiro, 2009.
- Carta da amiga Droga. Guarabira – PB: edição do autor, 2005.
- Dez Mandamentos do Preguiçoso. São Paulo – SP: Editora Luzeiro, 2008.
- Dom Mário Zanetta: pastor, amigo e irmão. Paulo Afonso – BA, Editora Fonte Viva, 2008.
- Frei Damião: O Santo do Nordeste. Guarabira – PB: edição do autor, 2004.
- Homossexualidade: História e Luta. São Paulo – SP: Editora Luzeiro, 2009.
- Iniciação Sexual na Zona Rural. São Paulo – SP: (Editora Luzeiro), 2016
- João Paulo II: O Papa da Paz. Guarabira – PB: edição do autor, 2005.
- Morte e Ressurreição Jesus. Paulo Afonso – BA: edição do autor, 2001.
- Na Política eu Quero Ver. São José do Campestre – RN: edição do autor, 2006
- O Amor Vence o Racismo. Salvador – BA: Secult, 2005.
- O Cangaço Sustentado pelos Coronéis. Campina Grande – PB: Editora UEPB, 2006.
- O Massacre de Canudos. São Paulo – SP: Editora Luzeiro, 2009.
- Peleja de Aloncio com Dezinho. São Paulo – SP: Editora Luzeiro, 2008.
- Perfil do Político Brasileiro. São Paulo – SP: Editora Luzeiro, 2009.
- Serviço social: 30 anos da virada. São Paulo – SP: Editora Luzeiro, 2009.
- Seu eu fosse Jesus faria. São José do Campestre – RN: edição do autor, 2006.
- Um Corno pra cada dia do mês. São Paulo – SP: Editora Luzeiro, 2009.
- Visita de Lampião a Frei Damião no Céu. Guarabira – PB: edição do autor, 2004.
- Você fica ou namora? Guarabira – PB: edição do autor, 2004.
- Visita de Lampião a Padre Cícero no Céu. São Paulo – SP: (Editora Luzeiro)
- Alma mercenária. São Paulo – SP: (Editora Luzeiro), 2011
- A justiça e a defesa. São Paulo – SP: (Editora Luzeiro) 2011
- 12 conselhos para um infarto feliz. São Paulo – SP: (Editora Luzeiro) 2011
- O amigo e o suicídio. São Paulo – SP: (Editora Luzeiro) 2011
- O jovem encarcerado e o cordel encantado. (Editora Luzeiro) 2011
- Simeão e madalena: entre o sangue e o desejo. São Paulo – SP: (Editora Luzeiro) 2011
- Qual o seu tipo de chefe? São Paulo – SP: (Editora Luzeiro) 2011
- Mulher encalhada. São Paulo – SP: (Editora Luzeiro) 2011
- Pergunta idiota, Tolerância Zero. São Paulo – SP: (Editora Luzeiro) 2011
- A História de Joãozinho. São Paulo – SP: (Editora Luzeiro) 2011
- A mãe abandonada. São Paulo – SP: (Editora Luzeiro) 2011
- Dez Mandamentos do Preguiçoso. São Paulo – SP: Editora Luzeiro, 3ª edição, 2012.
- A besta do apocalipse e o amor de Agripino. São Paulo – SP: (Editora Luzeiro) 2012
- Você fica ou namora? São Paulo – SP: (Editora Luzeiro) 2013.
- O raio x do cordel. São Paulo – SP: (Editora Luzeiro) 2013.
- Joãozinho na escola. São Paulo – SP: (Editora Luzeiro) 2013.
- Percepções sobre o mundo. São Paulo – SP: (Editora Luzeiro) 2014.
- A primeira vez. São Paulo – SP: (Editora Luzeiro) 2014.
- A saga do nordestino em São Paulo. São Paulo – SP: (Editora Luzeiro) 2014.
- A difícil vida fácil. São Paulo – SP: (Editora Luzeiro) 2014.
- O legado de Chico Mendes (pareceria com Nando Poeta). São Paulo – SP: (Magazine Gibi) 2014.
- As mulheres no cangaço (parceria com Nando Poeta). São Paulo – SP: (Editora Luzeiro) 2014.
- A dor de Maxuel: o cordel da hemorróida. São Paulo – SP: (Editora Luzeiro) 2014.
- As traquinagens de Joãozinho. São Paulo – SP: (Editora Luzeiro) 2014.
- No ônibus cheio é assim. São Paulo – SP: (Magazine Gibi) 2015.
- As palhaçadas de Zé Arigó. São Paulo – SP: (Editora Luzeiro) 2015.
- Pergunta idiota tolerância zero vol. 2. (Editora Luzeiro), 2017.
- A Peleja do Alzheimer vs. Juízo. (Edimaria Editora) 2017, São Paulo.
- De Sebastiana a Dona Yayá. São Paulo – SP Centro de Preservação Cultural da Universidade de São Paulo (CPC USP), 2018
- Cordel de A a Z. Estação Povoar, São Paulo, SP. 2023
- Padre Ibiapina: o santo revolucionário. Guarabira – PB, 2023
- A chegada do Papa Francisco no céu, (Piu-Piu Editora) 2025, São Paulo.
- Cagada Bolsonarenta, (Piu-Piu Editora) 2025, São Paulo.
- Pergunta idiota, tolerância zero Vol. 3, (Piu-Piu Editora) 2025, São Paulo.
- Vidas negras importam, (Piu-Piu Editora) 2025, São Paulo.
- A visita da fome na mesa do escritor, (Piu-Piu Editora) 2024, São Paulo.

Livros lançados
- Memórias Póstumas de Brás Cubas em cordel. São Paulo – SP: Editora Nova Alexandria, 2008.
- Histórias Bíblicas em Cordel. Editora Cebi, 2008.
- O Pequeno Polegar (Panda Books), 2011, São Paulo.
- Branca de Neve (Panda Books) 2011, São Paulo.
- Escrava Isaura em Cordel (Nova Alexandria) 2011, São Paulo.
- Histórias Bíblicas em Cordel. Jonas e Eleazar e outras histórias em cordel: Editora Cebi, 2011.
- O Massacre de Canudos (Editora Luzeiro) 2010, São Paulo.
- São Paulo em cordel – Obra coletiva (IMEPH), 2018, Fortaleza.
- Para refletir e gargalhar – (Editora Areia Dourada) 2018, São Paulo.
- Diálogo de Santa Rosa com Varneci pelo WhatsApp (Editora Areia Dourada), São Paulo, 2018.
- O encontro dos diferentes, (Editora Areia Dourada) 2020, São Paulo.
- Jesus a experiência humana, (Editora Areia Dourada) 2020, São Paulo.
- Do fascínio ao fascismo, (Alameda Editorial) 2021, São Paulo.
- Entre lágrimas e sorrisos, (Editora Areia Dourada) 2022, São Paulo.
- Paulo Freire: um educador diferente, (Editora Areia Dourada) 2022, São Paulo.
- A lenda do Cobra-Norato, (Panda Books) 2022, São Paulo.
- Cordel para espantar o assombro bolsonarento, (PB Editorial e Selin Trovoar) 2023, São Paulo.
- Lula, síntese e alma do povo brasileiro, (Editora Anita Garibaldi) 2023, São Paulo. (Prelo)
- O misterioso dragão da encruzilhada, (Piu-Piu Editora) 2025, São Paulo.

Trabalhos premiados
- Cangaço um movimento social (premiado pelo concurso nacional promovido pelo metrô de São Paulo).
- O amor vence o racismo (premiado em concurso nacional em segundo promovido pelo governo do estado da Bahia).
- Os martírios de uma mãe pelo filho drogado, (Prêmio mais cultura Patativa do Assaré do Ministério da Cultura em 2010).
- A saga do nordestino em São Paulo. (Primeiro lugar no concurso promovido pelo CTN Centro de tradições nordestinas em 2011).

Livros vendidos em programas de Governo
- Branca de Neve. Com ilustrações de Andrea Ebert. Ministério da Educação.
- Diálogo de Santa Rosa com Varneci pelo WhatsApp. Prefeitura de São Paulo
- O encontro dos diferentes Prefeitura de São Paulo